# Las tres hermanas

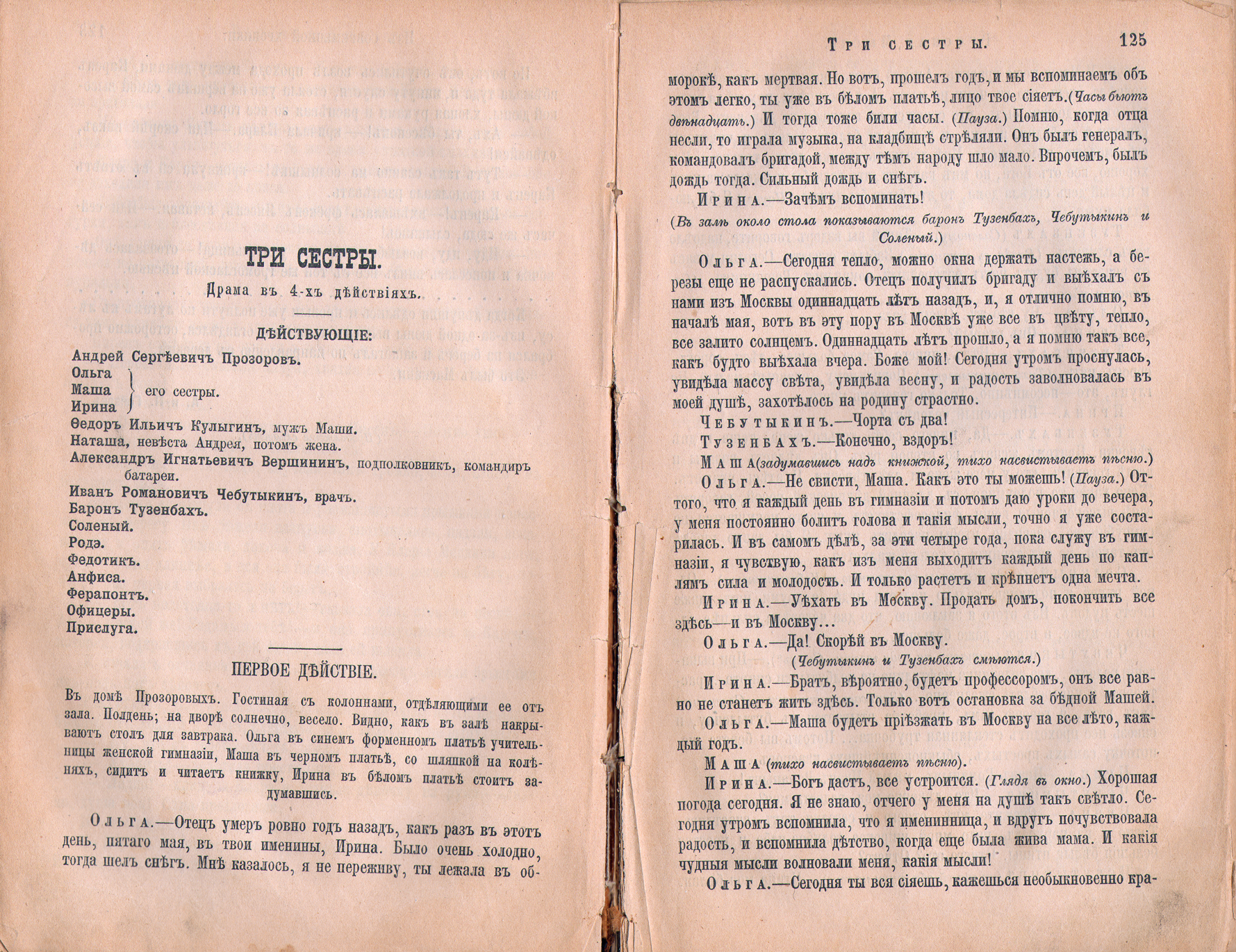
Primera edición de la obra en la revista Rússkaya mysl, febrero 1901.

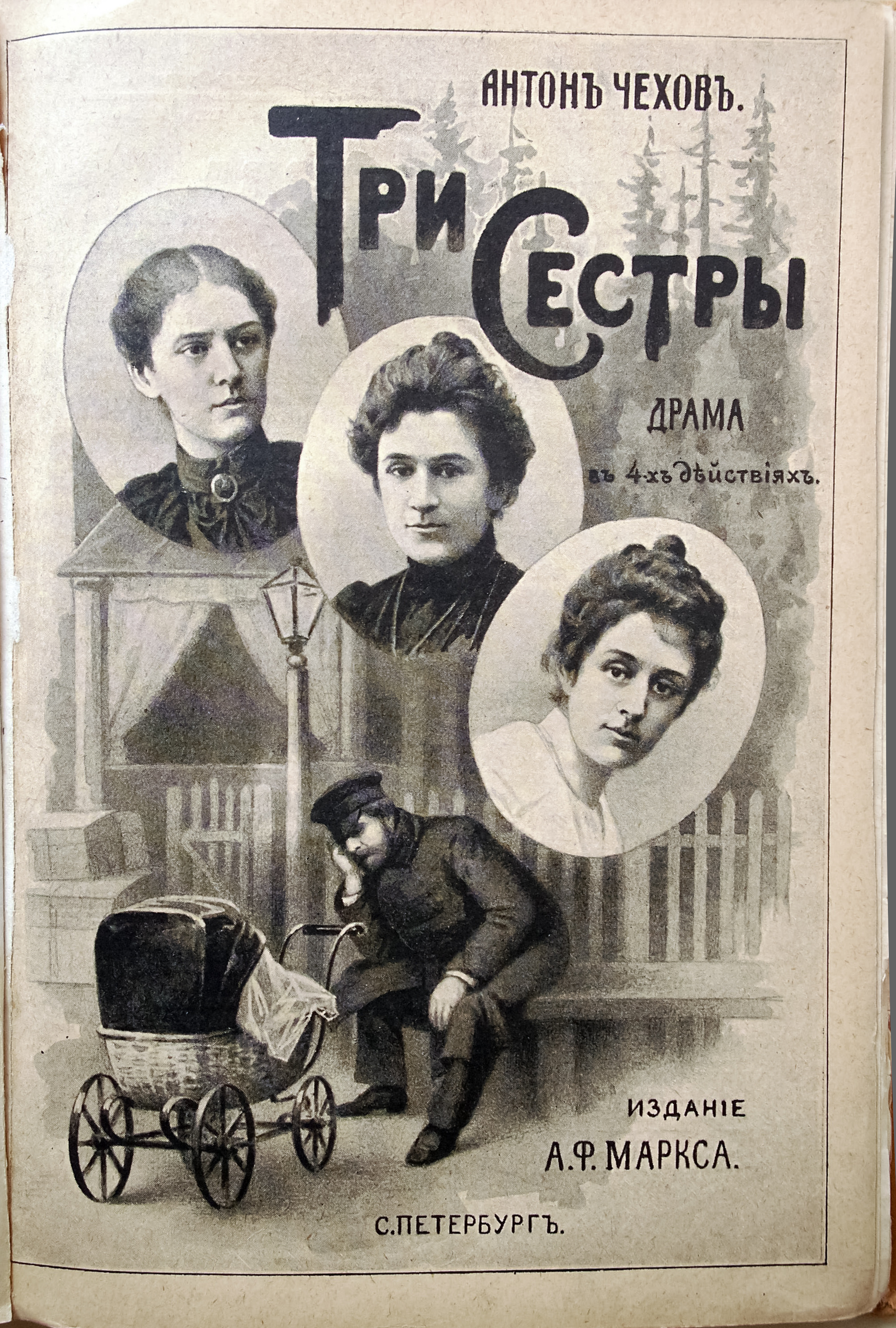
Portada de la 1ª edición autónoma con los retratos de las actrices del estreno teatral; de izda. a dcha. Savítskaya, Knipper, Andréieva.
San Petersburgo, abril 1901.

Las tres hermanas (en ruso: Три сeстры́, romanizado: Tri sestrý) es una obra de teatro del autor ruso Antón Chéjov, estrenada en el Teatro de Arte de Moscú el 31 de enero de 1901 con dirección de Konstantín Stanislavski.

## Argumento
Las hermanas Prózorov —Masha, Olga e Irina— viven con su hermano Andréi, en una casa rural de la Rusia profunda. Un año después de la muerte del padre, finaliza el duelo, y la familia confía en el inicio de una nueva vida en Moscú, donde transcurrió su infancia. Están hastiadas de su situación actual: Olga, soltera que ve transcurrir los años sin contraer matrimonio; Masha, esposa de un antiguo maestro, al que percibe como un mediocre; e Irina, la más joven que aún cree en el futuro.
En la aldea se acaba de instalar un regimiento, y su presencia anima ligeramente la triste existencia de los Prózorov. Masha e Irina son objeto de las pretensiones amorosas de algunos de los soldados.
Sin embargo, el destacamento abandona el pueblo, hundiendo las esperanzas de las hermanas. Olga acepta finalmente el puesto de directora de la escuela local y las tres, finalmente, se conforman con su destino.

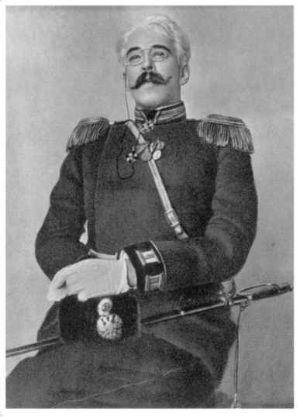
Konstantín Stanislavski en el papel de Vershinin.

## Representaciones destacadas
- Moscú, 1901. Intérpretes: Olga Knipper, María Andréieva, Margarita Savítskaya (en los papeles de Masha, Irina y Olga, respectivamente), Konstantín Stanislavski (Vershinin).
- París, 1929. Dirección: Georges Pitoëff. Intérpretes: Jean Hort, Marie Germanova, Paulette Pax, Marie Kalff.
- Londres, 1936. Intérpretes: Peggy Ashcroft, Michael Redgrave.
- Nueva York, 1939. Intérpretes: Hume Cronyn, Anne Revere, Helen Wynn.
- Nueva York, 1942. Intérpretes: Judith Anderson, Matharine Cornell, Ruth Gordon.
- Roma, 1952. Dirección: Luchino Visconti. Intérpretes: Paolo Stoppa, Rossella Falk, Elena Da Venezia, Sarah Ferrati, Rina Morelli, Memo Benassi, Marcello Mastroianni.
- Madrid, 1960. Dirección: Miguel Narros. Intérpretes: Amparo Reyes, Margarita Lozano, Carmen Sáez, José Vivó, José Luis Lespe.
- Nueva York, 1964. Intérpretes: Geraldine Page, Shirley Knight, Kevin McCarthy.
- Madrid, 1973. Dirección: José Luis Alonso. Intérpretes: José Bódalo, Tina Sáinz, Carmen Bernardos, Berta Riaza, José María Pou, José Bódalo, Julia Trujillo,  José Segura, Francisco Cecilio, Gabriel Llopart.
- Berlín, 1984. Dirección: Peter Stein.
- Londres, 1991. Intérpretes: Vanessa Redgrave, Lynn Redgrave, Jemma Redgrave.
- Nueva York, 1997. Intérpretes: Paul Giamatti, Calista Flockhart, Amy Irving, Lili Taylor, Jeanne Tripplehorn, Billy Crudup.
- Madrid, 2014. Adaptación: José Sanchis Sinisterra. Intérpretes: Julieta Serrano, Mariana Cordero y Mamen García.
- Santa Fe, 2017. Intérpretes: María Agustina Arriola, María Fátima Bode, Luciana Villa, Ana María Fontana, Lucas Frutos, Nahuel Gnero, Aylin Lejol, Felipe Mateo, Alberto Romano y Alejandro Palacio.

TVE ofreció dos versiones: 
- La primera fue emitida el 27 de octubre de 1967 en el espacio Teatro de siempre, con actuación de Alicia Hermida, Lola Herrera, Gemma Cuervo, Andrés Mejuto, Luis Prendes y Agustín González.
- La segunda fue emitida en el espacio Estudio 1 el 14 de mayo de 1970, con censura de la imagen de un hombre besando a una mujer delante del marido de ella.[1]